# Symplectoscyphus johnstoni
Symplectoscyphus johnstoni is een hydroïdpoliep uit de familie Sertulariidae. De poliep komt uit het geslacht Symplectoscyphus. Symplectoscyphus johnstoni werd in 1843 voor het eerst wetenschappelijk beschreven door Gray. 